# 通州事件
通州事件（つうしゅうじけん）は、1937年（昭和12年）7月29日に、中華民国河北省通県（現・北京市通州区北部）において、日本が設立した冀東防共自治政府の中国人保安隊が反乱を起こし、日本軍の通州守備隊と通州特務機関および日本人・朝鮮人居留民を襲撃し、200人以上虐殺した事件。通州虐殺事件とも呼ばれる。
通州は北平（現・北京市）の東約30kmにあった通県（現・北京市通州区北部）の中心都市で、日本が政治目的のために北支五省で行った華北分離工作の結果、殷汝耕により南京政府から離脱して設立された冀東防共自治政府が置かれていた。
当時、通州を守備していた日本軍の主力は出動中であり、通州には戦闘能力の乏しい小部隊しか残っていなかった。日本軍は、通州の守備にあたる冀東防共自治政府保安隊を友軍と認識しており、襲撃は予想外の出来事であった。
事件が起きた理由について様々な説が存在する（後述の「諸説と評価」を参照）

## 背景

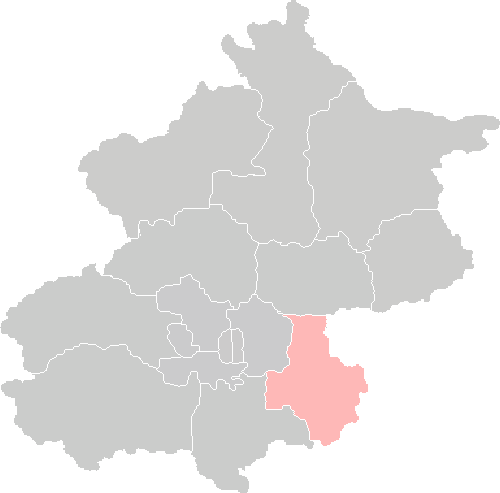
現在の北京市通州区。通州は北平の東約12kmにあった。

通州事件の3週間前の7月7日には盧溝橋事件が勃発し、宋哲元の第29軍と日本軍支那駐屯軍が衝突していた。

### 冀東政府保安隊
元々、1933年5月の塘沽協定で日中の軍事衝突を避けるための非武装地域が設けられ、双方の軍隊は立ち入りを禁止され、治安維持は中国側の警察部隊が担うことになっていた。そのため、保安隊は主に日本軍を避けて満洲から逃れてきた漢人や馬賊たちが採用され、これらは俗に「雑軍」と呼ばれていた。
冀東防共自治政府は、なおも華北への影響力拡大を狙う日本の華北分離工作によって樹立された傀儡政権であった。早稲田大学を卒業した親日派の殷汝耕を中心に1935年11月25日、通州で自治宣言を発表し、12月には自治政府として活動を始め、自治政府保安隊2個隊が設置された。国民党政府はこの冀東自治政府に対抗して冀察政務委員会（冀察政府）（委員長：宋哲元）を設置した。
冀東防共自治政府保安隊は、日本軍の支那駐屯軍から派遣された将兵により軍事訓練が施された治安部隊であり、教導総隊及び第一、第二、第三、第四の五個総隊で編成されていた。事実上は準軍事組織であったが、建前上は治安維持のための組織として、保安隊とされた。先の「雑軍」にはいまだ反日感情が強いものもあったものの、それらとの抗争を避けるという意味でも、多くが保安隊の一部としてそのまま採用された。
通州城内には、保安隊第一総隊（総隊長：張慶余）の一個区隊と教導総隊（総隊長：殷汝耕、副総隊長：張慶余）が、城外には、第二総隊（総隊長：張硯田）の一個区隊が配備されていた。第一総隊第二区隊は、重機関銃や野砲も装備していた。ただし、旧東北軍の一部から編成された部隊であり、対日感情は決して良いものではなく、強い反日感情を抱く幹部や抗日部隊や匪賊から流入してきた者もいたという。1936年11月20日午後7時頃に昌黎保安隊第5、第6中隊の約400名が北寧鉄道の同治 - 開平間で機関車を停車させ、灤県部隊査閲のため同地に向っていた山海関守備隊長古田龍三少佐、副官松尾新一大尉、灤県守備隊長永松享一大尉、片木應緊軍医、久住照雄主計と同乗の日本人10名を拉致した。この兵変は鎮圧されたが、古田少佐が責任をとって割腹自殺した。

### 日本軍通州部隊
通州には、義和団の乱後の北京議定書に基づき、欧米列強同様に日本軍が邦人居留民保護の目的で駐留していた。この通州部隊は元々、通州に配置されようとした際に、京津線から離れた通州への配置は北京議定書の趣旨では認められないと梅津美治郎陸軍次官が強く反対したため、代わりに北平西南の豊台に配置された部隊であった。
盧溝橋事件発生時、通州には支那駐屯歩兵第一大隊の一個小隊（小隊長：藤尾心一中尉）の約45名と通州憲兵分隊7名が駐屯しており、7月18日夜、支那駐屯歩兵第二連隊（連隊長：萱島高中佐）が天津から到着し、通州師範学校に逗留した。1937年7月15日付「支那駐屯軍ノ作戦計画策定」に従い、「第一期掃蕩戦」の準備のため通州と豊台に補給基点が設置され、会戦間に戦闘司令所の通州又は豊台への進出の可能性が想定された。
通州事件当時、通州を守備していた日本軍第二聯隊の主力は北京南部の南苑に出動中で、通州には戦闘能力を持たない人員しかいなかった。日本は冀東防共自治政府保安隊を友軍とみなしていた。

## 通州事件までの諸事件

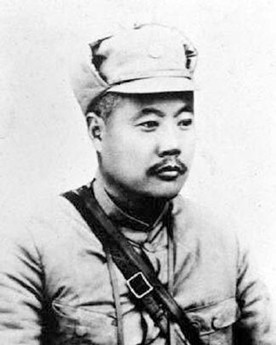
宋哲元。国民革命軍第29軍・冀察政務委員会委員長

1937年7月7日に盧溝橋事件が勃発し宋哲元の第29軍と日本軍が衝突した。まもなく停戦協定が結ばれた。
7月10日に日本軍将校斥候へ迫撃砲弾が撃ち込まれた。

7月11日、近衛内閣は現地解決、不拡大方針を閣議決定する一方、「北支派兵に関する政府声明」を発表して、事件を「北支事変」と名付け、今回の事件は中国側の計画的武力行使であり、日本はこれに対して自衛権を行使するために派兵（増員）するとした。
7月13日、北平郊外の豊台付近で第29軍第38帥によって日本軍トラックが爆破され4名が殺害された（大紅門事件）。
7月16日には両軍の間で砲撃が行われた。7月17日には宋哲元は日本との和平を決意し、翌18日には支那駐屯軍司令官香月中将と会見し、宋は遺憾の意を表明した。
19日には冀察政務委員会と日本とで停戦協定が締結された。しかし、国民政府外交部はこの協定の「地方的解決は認めない」と通告した。日本側も参謀本部で硬軟派で意見が対立し、対中外交は機能不全となっていた。
他方で7月18日、日本軍機が銃撃され、7月19日には宛平県城より日本軍への砲撃が行われ、7月20日にも再び宛平県城より日本軍への砲撃が行われたため、日本軍も砲撃を行った。

7月20日、日本は3個師団動員と北支派遣を決定し、上奏された。
7月25日に北平より東に72kmの廊坊での電話通信線補修に派遣されていた支那駐屯軍一個中隊を中国軍29軍第38師が攻撃し、日本軍77聯隊は応戦した（廊坊事件）。
続く7月26日にも北平の広安門で日中両軍が衝突した（広安門事件）。
7月26日深夜、通州新南門外の宝通寺に駐屯していた国民革命軍第29軍の独立第39旅（旅長：阮玄武）の隷下にある717団1営（営長：傳鴻恩）に対し、日本側は武装解除し北平に向け退去するよう求める通告を行った。翌27日午前3時に至っても傳鴻恩からの回答はなく、兵営には抗戦の機運が横溢し兵馬の騒めきもひとしおであるとの密偵の報告があったため、同日黎明4時、支那駐屯歩兵第二連隊は攻撃を開始し、午前11時までに傳鴻恩部隊の掃蕩を完了した。
7月27日、日本は不拡大方針を破棄し、第5、6、10師団を基幹とする約20万9000人の動員を閣議決定した。
7月28日、南苑は陥落し、7月30日までに日本軍は北京（北平）・天津地域を占領した（平津作戦）。

### 関東軍による冀東保安隊への誤爆
7月27日の傳鴻恩部隊掃蕩の際、日本の関東軍の爆撃機が冀東保安隊幹部訓練所を誤爆し、保安隊員の数名が重傷を負い、数名は爆死した。細木繁特務機関長は、冀東政府の殷汝耕長官に陳謝し、爆死者の遺族への補償と負傷者への医療と慰藉を講ずる旨申し出た。翌28日、細木は、保安隊教導隊幹部を冀東政府に招集し、誤爆に関して説明し慰撫に努めた。

### 中華民国国民政府によるデマ放送
1937年7月27日に中華民国国民政府はラジオ放送で「盧溝橋で日本軍は二十九軍に惨敗し、豊台と廊坊は中国軍が奪還した」と虚偽報道をした。それに続き、「最近北京における軍事会議の結果、蔣委員長（蔣介石）は近く29軍を提げて、大挙冀東を攻撃し、偽都通州の敵を屠り、逆賊殷汝耕を血祭りにあげる」と宣言した。
冀東防共自治政府保安隊の幹部張慶餘と張硯田は密かに第29軍と接触していた。第29軍の通州攻撃を防ぐために開かれた軍事会議上で張慶餘と張硯田は分散していた配下の保安隊を通州に集結させることを提案し、保安隊の監督を担当していた日本軍の通州特務機関長細木繁中佐（支那駐屯軍司令部付）も、日本人保護のためと認識してこれを了承していた。保安隊が集結し準備が整うと深夜に通州城門を閉鎖し、通信手段を遮断すると決起した。

### 事件直前の情勢

#### 中国軍の北平退却
事件前日の7月28日に北平を日本軍に攻撃され、国民革命軍は緊急会議で司令官宋哲元は北京放棄を決定、38師団長張自忠を残して29軍は退却した（蔣介石による）。

#### 天津と通州等への攻撃

##### 7月28日（前日）
7月28日夜半、天津と通州の日本軍および居留民は同時に攻撃された（日本軍陸軍省新聞班による）。
天津では7月28日午前1時頃、中国軍38師団228団と独立26旅団678団と保安隊が、海光寺兵営、鐘紡向上、東站停車場、糧秣集積所を、午前3時頃には飛行場を襲撃したが、日本軍は東站停車場をのぞいて撃退に成功した。
- 大沽の中国軍も7月28日午後3時頃、白河を航行中の日本船艇を攻撃した[39]。
- 東站停車場では、日本軍は市街地での攻撃を控えていたが、中国軍が居留地を攻撃するため、7月29日午後2時半より爆撃を開始し、31日までには中国軍は天津南方へ退却した[39]。

通州では、7月28日夜半、冀東防共自治政府保安隊中教導総隊第一・第二総隊と国民革命軍29軍敗残兵ら約3000人の中国軍が決起した（日本軍陸軍省新聞班による）。

##### 7月29日（事件と同時期）
- 冀東防共自治政府保安隊が通州日本人を襲撃したのとほぼ同時刻の7月29日午前2時、38団師団長李文田率いる天津中国軍は日本軍に反撃を開始した[36]。しかし翌30日に敗北した[36]。
- 翌日の7月29日朝（通州事件と同じ頃）、日本軍の塘沽守備隊が中国軍より攻撃を受けたので反撃し、午後1時半頃同地を占領した[40]。

## 事件の発生

### 日本軍守備隊への攻撃
1937年7月29日午前2時（午前3時）、冀東防共自治政府保安隊ら中国軍が通州日本軍、冀東政権政庁へ攻撃を開始した。殷汝耕を捕獲し、日本軍守備隊、特務機関、通州警察分署を襲撃、その後、日本人・朝鮮人居留民を襲撃し、在留民385名のうち223名が虐殺された（午前4時からとの説もある）。襲撃者らには保安隊の他、暗灰色の学生服風の服を着た者（幹部訓練所の学生隊ではないかとみられ、かなりが教導総隊から原隊復帰し反乱に参加したのではないかという。）も多かったという証言もある。安藤はこれら学生服風の者を黒衣・黒帽の学生団と表現、当初は彼らが暴徒の先頭に立って過激な行動を主導し、やがて保安隊が続いたような証言をしている。日本軍守備隊は抗戦を続け、そこに収容された居留民百数十名ほどが助かっている。
通州の日本軍守備隊は、主力が南苑攻撃に向かっていたため留守部隊であり、藤尾小隊40名、山田自動車中隊50名、憲兵、兵站兵器部を合わせて110名程度であった。
張慶余、張硯田の両保安隊は午前二時に攻撃を開始、長官公署を襲って殷汝耕を拉致した。保安隊の装備が遥かに優れていたため、日本軍守備隊は死傷者が続出し、通州特務機関は全滅した。守備隊長藤尾心一中尉と通州特務機関長細木繁中佐も戦死した。当時の新聞報道では、特務機関長細木中佐は保安隊の襲撃を受けて一度は一喝して退けたものの、保安隊の慰撫に政庁に向かう途中で一斉に銃撃を受け、殺害されたと伝えられている。事件当時、支那駐屯軍から殷女耕への使いで来ていた梨本祐平はその回顧録で、細木中佐は北京から避難してきた芸妓2人と酒を飲み裸で寝ていたところを殺されたと、特務機関唯一の生残りから聞いた話を伝えている。また、外務省日本領事館の北平警察通州分署の朝鮮人警察官1名を含む警察官らはその家族らともども立て籠もって戦っていたが、一部家族を残し全滅した。
事件後、7月30日午後4時20分に萱島部隊が通州に到着し、治安回復と掃蕩を行った。

### 保安隊による居留民への暴虐行為
（北博昭が発見した写真は、故人となった北京の憲兵隊員が持っていたもので、撮影者も撮影日時も不明。死体の片付け作業等の手伝いに通州に派遣された時に撮られたものではないかとする。）
証言の詳細は#証言を参照。
冀東政府保安隊ら中国人の軍隊は日本軍守備隊が事実上押し込められた状態のもとで、日本人・朝鮮人居留民の家を一軒一軒襲撃し、略奪・暴行・強姦などを行なった。居留民はもともと日本人100人、朝鮮人180人がいたが、北支事変発生の影響で日本人にとって北京が危険になったとみられ、そこからの流入等で、事件当時約380人になっていたともいわれ、その半数程度は朝鮮人であったのではないかと思われる。いずれもその大部分が惨殺されたとみられる。
広中一成によれば、逃れてきた生存者の証言等が伝わるに連れ、8月2日頃から各社の報道内容もスタンスの違いが薄れ、残虐性を強調するような言葉遣いになっていったという。新聞各紙のキャプションを見ると扇情的な言葉遣いがあふれ、確かに婦女子も含めた無差別虐殺や強姦等は非道なことには違いないが、それでも当時の報道内容は少数のものを除き、今日われわれがイメージするほど、ことさら残虐であったり猟奇的なものが並んでいたわけではない。また、状況から反乱の主体メンバーらが日本人・朝鮮人居留民の鏖殺を狙っていたことは間違いないと思われるが、反乱部隊は日本軍の反撃により行き場を失うとそれぞれの部隊があっさりと集団投降していて、これら一般隊員が居留民の鏖殺が進んでいたことをどこまで知っていたのか、また、極東国際軍事裁判以降に日本で頻繁に語られるようになった残虐行為についてはどこまでが本当にあったことか疑わしい部分も多く、事件生存者の安藤利男は、保安隊について全部が全部悪党ばかりではなさそうな所もあると戦後に語っている。
凌辱行為につき、支那駐屯軍から来ていた梨本祐平は、近水楼について「女中らはさんざん暴行されたらしく、（略）股を丸出しにして倒れていた」とするが、綿花栽培指導に来ていた藤原哲円は「女中さんたちは皆きちんと着物を着て、帯もおたいこに結んでいました」と書いている。また、日本人タイピストが殺されていたが、これもハイヒールをきちんと履いていたことが報じられている。一方で、藤原は東部地区のある料理屋（特務機関近くの場所にあった、遊郭も兼ねた旭軒と思われる）で下腹部を銃剣で刺された女将や部屋に裸の女中4，5人の死体があったことを伝えている。
また、藤原は遺体整理の際に写真を撮っていて、犠牲者夫婦の日本にいて助かった長女のためにその親族が探し出した写真は、その犠牲者男性の腹が裂け両脚はズボンがボロボロになるまで叩き潰されていたものであったという。笠原十九司によれば、これは中国の信仰で、霊が再び骨に戻って来ないようにするためだという（この犠牲者は、病院から連行された医師であったが、それを知らずに死体を見た者に、特務機関長の細木と同様に口髭を伸ばしていたために取違えられて、とくにこのようなことをされたのであろうか）。
この犠牲者夫婦の娘は、犠牲者である母の腹が切られ胎児が出ていたこと、夫婦とともに居た赤ん坊であった三女は地に叩きつけられ形も無くなったこと等を周囲から最終的には伝えられている。胎児が出ていた死体があったことは死体片付けにあたった藤原が確認している。しかし、子どもが地に叩きつけられた云々は、例えば犠牲者夫婦の現地にいた次女は中国人女中の機転で助かり、処刑場に連行されなかったため、藤原や彼女らもこのような暴行現場は見ていない。誰がこのようなことを目撃したというのか不明で、あるはずの三女の死体が見つからなかったために、このような話になった可能性もある。いずれにせよ、藤原の証言に見る限り、このような行為は決して一般的なものには見えない。（その一方で、報道では、これらの話は－どうかすると鼻に針金を通されたという話まで－しばしば一般的に起こったことであるかのように報じられている。）この遺族は、他に安藤利男記者の話も聞きに行き、安藤の話も聞く内、悲しみを乗り越え、体験談を平和の必要性を訴えるため紙芝居で伝える作業を始めている。
今日の通州事件に対する残虐・猟奇的なイメージは、戦後に行われた極東国際軍事裁判（東京裁判）において、日本軍の南京攻略の際の残虐行為についての検察側立証に対し、それに対抗して出された弁護側反証中の旧日本軍関係者の下記のような口供書の内容に、主に依っている。
7月30日午後通州に急行した天津歩兵隊長及び支那駐屯歩兵第2連隊長の萱島高の証言によれば、飲食店の旭軒では40から17 - 8歳までの女7、8名が強姦後、裸体で陰部を露出したまま射殺され、うち4、5名は陰部を銃剣で刺されていた。日本人男子の死体はほとんどすべてが首に縄をつけて引き回した跡があり、「血潮は壁に散布し、言語に絶したもの」であった。
第2連隊歩兵隊長代理の桂鎮雄の証言によれば、旅館の近水楼では、入り口で女将らしき女性の遺体があり、着物がはがされ、銃剣で突き刺され、また陰部は刃物でえぐられていた。帳場配膳室での男性の遺体は目玉をくりぬかれ上半身は蜂の巣のように突き刺されていた。女性遺体は裸体で、局部などに刺突の跡があった。（当時、同盟通信特派員の安藤利男はこの近水楼に宿泊していたが、脱走に成功した。安藤は階段を階下に降りたところで女中数名の死体を見ているだけだが、少なくとも安藤の証言にはこのようなものはない。）カフェの裏で殺害された親子の子は、手の指を揃えて切断されていた。南城門の商店の男性遺体は、胸腹の骨が露出し、内臓が散乱していた。
また支那駐屯歩兵第2連隊小隊長の桜井文雄の証言によれば、守備隊の東門には、数間間隔に居留民男女の惨殺死体が横たわっていた。鼻に針金を通された子供や、片腕を切られた老婆、腹部を銃剣で刺された妊婦等の死体が、ゴミばこや壕から続々発見され、ある飲食店では一家全員が首と両手を切断され惨殺されていた。14、5歳以上の女性はほとんど強姦され殺害され、旭軒では陰部に箒を押し込んであったり、口に土砂をつめてあったり、腹を縦に断ち割った遺体があった。東門近くの池には、首を縄で縛り、両手を合わせて鉄線を貫き、6人数珠つなぎにして引き回された形跡のある死体もあり、池は血で赤くなっていた。
なお、当時の新聞報道に「近水旅館では日頃保安隊の無理を聞いていながら11名の女給達が全部裏の池に投げ込まれ」とあり、当時のこの種の旅館にありがちなことであるが、実際には売春を行う女性も「女給」として置き、本来の客層ではないものの保安隊の人間も来ていて、殺害者らが客となっていた者であったかどうかは別として、そうした女給らも殺害されたのではないかということがうかがえる。

### 保安隊の逃亡
事件の翌日（7月30日）、日本軍の増援が通州に向かっている知らせを聞いた保安隊員らは即座に逃亡を開始した。増援の日本軍部隊が通州に到着した時にはすでに保安隊の姿はなかった。
なお、この事件の主犯であった張慶餘は通州事件後は中国国民党軍に属し、最終的に中将まで昇格している。

### 日本軍の反撃
事件後、日本軍奈良部隊は7月30日午前10時40分頃、北平西北地区で逃走中の冀東政府保安隊約300人を攻撃した。
7月30日夕刻より通州城に対する日本軍地上部隊の本格的攻略が始まり、同日夜には保安隊600名、翌31日朝には400名が投降する。なお、この捕虜となった兵士らは、この頃やがて始まった満州国での豊満ダムの建設に労務者として使用されたりもしている。
8月2日午前10時頃、日本軍飛行隊は、通州より東方約8キロメートルの燕郊鎮に集結していた冀東政府保安隊および29軍敗残兵約200人を爆撃した。

## 証言

### 安藤証言
生存者であった同盟通信記者安藤利男は1937年10月、「虐殺の巷通州を脱出して」を日本外交協会で発表し、同年『通州兵変の真相』（森田書房）を刊行した。ただし、彼自身は7月29日処刑のために他の者多数と屋外に連れ出され、逃げろという他の女性からの掛け声で後も見ずにいっせいに逃げたため、脱出直後の証言では、安藤自身は数名の死体を見たというだけである。
戦後、東京裁判で旧軍人らによる通州事件における残虐行為の証言がなされた後のことであるが、安藤は1955年（昭和30年）『文藝春秋』に「通州の日本人大虐殺」と題して、彼自身の回想を発表した。
前日28日夕刻まで冀東政府の建物に出入りしていたが、ラジオは国民党軍の勝利を報じていたため、役人らは「合言葉は、『勝』といえば『利』だな」と語り合うなどざわめき立ち、何か起きそうな剣呑な雰囲気だったという（安藤の証言は、冀東政府の役人らも実際には日本側に相当な反感を抱いていたことを窺わせる）。翌午前4時頃銃声が始まり、飛び起きたが、そのときはまだ保安隊の寝返りとは分からなかった。8時頃旅館のボーイが駆け込んで、特務機関のあたりで日本人が多数殺されているといったのが第一報だった。銃声が近づき、屋根裏に隠れ始めたが、じきに屋内でも銃声が響き、暴徒が殺害や略奪を始めていた。保安隊は最初は声を嗄らして制止していたが、発砲してまでは止めることなく、やがて保安隊も略奪を始め、彼らが去ると今度は殷女耕長官の衛兵ら（笠原は警衛大隊とする）が来て、家捜しされ、安藤らも発見された。結局、男6名ほどが麻縄で腕を数珠つなぎにされ、女性は後ろについて行く形で、保安隊に引き立てられた。その際、旅館の女中ら3～４名の死体を見ている。はじめ、既に一群の日本人が集められていた政府建物の一角に連れ込まれ、後からやって来る日本人もいて、80～100名くらいになり、おそらくこれが一番大きな虐殺被害者の集団だったろうとしている。その後、北門近くの城壁内側の処刑場所まで連れて行かれたところで土壇場で脱出に成功した。なお、戦前のものも含めて、安藤記者の回想談には、保安隊らから略奪はあったものの殊更な暴行や凌辱行為があったというものはない。
脱出後は、ときには出逢った中国人らに持ち物を投げ捨てて与えるかのようにして北京まで逃げている。
安藤は、反乱の原因を第一に保安隊への誤爆事件をあげ、少なくともこれが保安隊にふんぎりをつけさせたと見ている。また、日本に協力した冀東政府の殷女耕が最終的に国民党政府に親日のかどで処刑されたことに同情、また、通州事件も大きく見れば、当時の日本の中国側を思いやらない不明な政策と強硬方針が禍いしたものとしている。

### 村尾大尉夫人の証言
東京日日新聞は1937年7月31日付号外「惨たる通州叛乱の真相 鬼畜も及ばぬ残虐」との見出しで報道した。その中で冀東政府長官秘書孫錯夫人（日本人）と一緒に逃げた保安総隊顧問村尾昌彦大尉夫人の証言が紹介された。

### 日本軍将校の東京裁判における証言
極東国際軍事裁判（東京裁判）では、弁護側は通州事件を取り上げ、日本側の行為の弁明に用いようとした。1947年4月25日に通州事件に関連する14件の証拠が却下され、1件が撤回され、1件が未提出であった。このうち通州事件に直接言及しているのは、昭和12年8月2日付の外務省情報部長声明「通州事件に関する公式声明書」（弁護側文書番号: 1109）と同年8月4日付の外務省情報部長談「通州事件」（弁護側文書番号: 1107）であったが、双方とも「外務省スポークスマンの発表は証拠価値無し」との理由でウェッブ裁判長の即決で却下された。
一方、萱嶋高中将、桂鎮雄少佐、桜井文雄少佐の3名の証人の口述書が受理され、1947年4月25日午前11時から11時58分の間に萱島と桂が出廷し宣誓供述書を読み上げ、午後1時32分に桜井が出廷し証拠写真三点を提出し宣誓供述書を読み上げた。なお、これら東京裁判における証言には、虚偽が判明しても偽証罪の適用はないことになっていた。
- 萱嶋高中将：7月30日午前3時、河邊旅団長から事件救援を命じられ急行した。敵は退却しており、戦闘なく午後4時到着した。

- 桂鎮雄少佐：通州第2連隊歩兵砲中隊長代理。7月31日午前2時半通州到着し、掃討に従事。

- 桜井文雄少佐：支那駐屯歩兵第二連隊小隊長。7月30日午後4時、通州到着し、掃蕩開始。

### その他の日本人生存者の証言
- 吉林生まれで5歳時に河北省の通県で一家の父母と妹が虐殺された新道せつ子は、中国人看護婦により自分の子であると庇われ、九死に一生を得て日本に帰還した。父は医院を開業していたが、保安隊が襲う直前に遺書を書き中国人看護婦（何鳳岐：か ほうき）に預けたという[72]。
- 当時中国人男性の妻であった大分県出身の佐々木テンという日本人女性がいて、その女性から1980年代後半頃に聞き書きしたとして、佐賀県の西本願寺派の寺の住職である調寛雅が1997年出版の自著で、その内容を公表している[73]。それによれば主犯は保安隊員と中国人学生であり、かれらは胎児を妊婦の腹から引きずり出す、その父親を数人がかりで殺して腸を引きずり出し、切り刻んで妻（妊婦）の顔に投げつけたという[74]。これらは通州市民の面前でおこなわれた虐殺であったが、市民は概して手をこまねいて見ているばかりであり、虐殺後の日本人を見ても同情の念を示さず、身につけていたものを剥ぎ取るばかりであったという[74]。また、この調寛雅が女性から聞いたとする内容によれば、当初、日本人と現地中国人の関係は良好であったが、冀東政権成立後の1936年春ごろから中国人の日本人に対する雰囲気が変化し、それは朝鮮人が日本人の悪口を中国人に対して言い触らしたからだという。
- 九死に一生を得た日本人女性の発言「日本人は殆ど殺されているでしょう。昔シベリアの尼港事件も丁度このような恐ろしさであったろうと思います」[75]。

## 被害者

### 死者数
- 1937年8月5日の陸軍省調査では、死者184名（男93名、女57名、損傷がひどく性別不明の遺体34）、生存者は134名、その内訳は「内地人」77名と「半島人」57名であった[76]。その翌日8月6日付の朝日新聞報道では、死者184名、生存者は内地人77名と半島人135名という数字が報じられている[77]。
- 1937年8月5日の在天津日本総領事館北平警察署通州分署の発表では、死者合計225名（内地人114人[78]、鮮人111人[79][80]）[81]。
- 陸軍大学が1939年に作成した「支那事変初期ニ於ケル北支作戦史要」によると、通州在留邦人385名のうち223名が虐殺された[41]。
- 支那駐屯軍司令官香月清司中将が1940年2月に記した『支那事変回想録摘記』には犠牲者邦人104名（内冀東政府職員および関係者約80名）鮮人108名（大多数は阿片密貿易者及醜業婦にして在住未登録なりしもの）とある[82][注釈 4]。

その他、
- 児島襄は「在留邦人385人のうち幼児12人をふくむ223人が殺され、そのうち34名は性別不明なまでに惨殺されていた」とした[84]。（なお、当時の報道に、惨殺の結果として性別不明となったとして書かれているものはない。守備隊本部あたりの表通りは砲撃で破壊され、特務機関のあった裏通りは日本軍機による爆撃で灰燼に帰し焼死体もあったという[85]。また、新聞記者が市内に入れた8月4日の時点では、真夏のことで既に腐敗と腐臭がひどかったという[86]。写真で処刑場とみられる場所に連行されて集団処刑された死体は比較的原形を保っているものの、反乱蜂起当初に路上や家屋等で殺害された者の死体には、腐敗を怖れてか、石油等で焼かれたもの[87]や池に放り込まれたものもあった。性別不詳はこれら焼かれたり、砲撃で損壊した遺体の可能性も高い。）
- 中村粲は「在留日本人380名中、惨殺された者260名」とし[88][89]
- 渡部昇一は、保安隊の兵力は千数百人、華北各地の日本軍留守部隊約110名と婦女子を含む日本人居留民約380名を襲撃し、260名が惨殺されたとしている[89]。

### 職業別内訳
被害者の職業別では、外務省東亜局報告で、
- 内地人：冀東政府職員、同顧問、特務機関員、同雇員、満鉄社員、冀東銀行員、電話局員、土木業、飲食店業、旅館業、その家族、旅行者
- 朝鮮人：無職、歯科医、洗濯業、製菓業、外務省警察官、教員、餅商、金貸業、女給、酌婦、その家族、旅行者。

小林元裕は「日本人被害者の多くが冀東政府の職員、特務機関員だったのに対し、朝鮮人被害者は無職者が目立った。彼らの多くは「不正業」特に阿片・麻薬密売者が多かったと考えられる」と述べ、このことは巴金や香月清司支那駐屯軍司令官の回想によっても裏づけられるとしている。

## 当時の報道・論説

### 新聞各紙
天津の支那駐屯軍司令部は、監督していた保安隊の反乱を不名誉として、陸軍省新聞班の松村秀逸少佐に新聞報道を制限するよう要請したが、松村は、事件は北京近くで発生し、すでに北京租界から全世界へ報道されているので無駄と応じた。
国内では通州事件は一斉に報じられ、むごたらしい行為の詳細が日本国民に知られると、「暴虐支那を懲らしめろ」という強い国内世論が巻き起こった。
東京日日新聞は1937年7月30日付号外で「通州で邦人避難民三百名殆ど虐殺さる/半島邦人二百名も気遣はる」と報じた。また7月31日付号外で「通州の事態 憂慮消えず」「惨たる通州叛乱の真相 鬼畜も及ばぬ残虐極まる暴行」との見出しで報道し、8月9日の大山事件発生まで通州事件を報道した。
東京朝日新聞は1937年8月2日付号外で「掠奪!銃殺!通州兵変の戦慄/麻縄で邦人数珠繋ぎ/百鬼血に狂ふ銃殺傷」、8月3日夕刊では「ああ何といふ暴虐酸鼻、我が光輝ある大和民族史上いまだ曽てこれほどの侮辱を与へられたることがあるだらうか。悪虐支那兵の獣の如き暴虐は到底最後迄聴くに堪へぬ......恨みの七月二十九日を忘れるな」、8月8日付号外で「痛恨断腸の血 衂られた通州」「惨!痛恨の通州暴虐の跡」と報じた。
読売新聞1937年8月1日号外（天津発）は「叛乱は計画的」と報じた。

### アメリカ人記者
当時中国を取材していたアメリカ人ジャーナリストフレデリック・ヴィンセント・ウィリアムズ(Frederick Vincent Williams)は1938年11月にBehind the News in Chinaを刊行し以下のように報道している。

### 山川均と巴金の応酬
社会主義者の山川均は、雑誌『改造』1937年9月号「特集: 日支事変と現下の日本」に「北支事変の感想」の一本として「支那軍の鬼畜性」という文章を寄稿し、「通州事件の惨状は、往年の尼港事件以上だといわれている。」「新聞は<鬼畜に均しい>という言葉を用いているが、鬼畜以上という方が当たっている。同じ鬼畜でも、いま時の文化的な鬼畜なら、これほどまでの残忍性は現わさないだろうから。」「こういう鬼畜に均しい、残虐行為こそが、支那側の新聞では、支那軍のXXXして報道され、国民感情の昂揚に役立っているのである」、「通州事件もまた、ひとえに国民政府が抗日教育を普及し、抗日意識を植え付け、抗日感情を煽った結果であるといわれている」「支那の抗日読本にも、日本人の鼻に針金を通せと書いてあるわけではない。しかし、人間の一皮下にかくれている鬼畜を排外主義と国民感情で煽動すると、鼻の孔に針金を通させることになる」「支那国民政府のそういう危険な政策が、通州事件の直接の原因であり、同時に北支事変の究極の原因だと認められているのだから。」と、事件の残虐性と中国の反日政策を批判した。
これを読んだ中国の作家巴金は、9月19日に「山川均先生に」（初出不明）を書き、「混戦のさなかには、一人一人の生命が傷つき失われることはすべて一瞬の出来事です。細かいことまで気を遣ってはいられなくなって、復仇の思いがかれらの心を捉えてしまったのでしょう。」「抑圧されていた民衆が立ち上がって征服者に抵抗する時には、少数の罪もない者たちが巻き添えをくって災難に遇うことも、また避けがたいことです。」「このたびの死者は、ふだんからその土地で権柄ずくにふるまっていた人たちでしたし、しかもその大半は、ヘロインを売ったり、モルヒネを打ったり、特務工作をしたりしていた人たちなのです。」「通州事件を生みだした直接の原因は、それこそ、あなたの国の軍閥の暴行なのであって、抗日運動もまた、あなたの国の政府が長年のあいだつづけて来た中国の土地に対する侵略行為によってうながされたものなのです。」と反論した。

### 宮田天堂
当時天津にいた宮田天堂（1908年-1994年）は1938年の『冀東政権大秘録』の「通州事件の真相」においてこのように述べた。
宮田は殷汝耕が事件に関与していたと報じられたことについて、殷は断じて無関係であったという。

## 事件の影響

### 日本の対中感情の悪化
歴史学者の江口圭一は「通州事件は日本を逆上させ、暴支膺懲を加速し増幅させた。中国は通州での非行について高すぎる代償を支払わされることとなる」と記した。
作家の児島襄は「日本国民と参戦将兵の胸奥にはどす黒い怒りがよどみ、やがて日中戦争の経緯の中でそのハケ口をもとめていくことになる」と書いた。
漫画家の小林よしのりは通州事件によって当時の日本で反中感情の世論が巻き起こり、軍部支持に傾いたと主張している。太平洋戦争研究会によれば、日本軍はこの事件を暴支膺懲に利用したという。

### 在日華僑
在日華僑の多くはこの事件の報復を恐れて帰国し、ある華僑は「同胞の無知惨虐」を詫て平塚署と市役所に35円を献金した。

## 冀東政府による謝罪
事件後、冀東政府は一時潰滅したが、8月9日になって殷汝耕に代わって池宗墨が政務長官に就任し、業務を開始した。
他方、国民党の冀察政務委員会は委員長宋哲元の逃亡後、8月20日に解散した。
1937年（昭和12年）12月22日、冀東政府政務長官の池宗墨と北京大使館の森島守人参事官とが会談し、冀東政府による謝罪、慰謝金として損害賠償120万円と慰霊塔建設用の土地の無償提供を約し、事件は収束した。12月24日には両政府で公文交換が行われ、「冀東政府より森島参事官宛て書翰」では、事件関係者が処罰または逃亡したと説明された。

## 三女性の合祀
昭和十三年十月七日の靖国神社臨時大会に於て、支那駐屯軍司令部嘱託照井みつ (岩手縣盛岡市東中野、享年三十三歳)、嘱託炊事係秀島はまゑ (佐賀県東松浦郡厳木、享年三十二歳)、タイピスト濱口文子 (三重縣宇治山田市宮後町、享年二十二歳)の三女性が合祀された。

## 戦後の回想・証言

### 蔣介石
蔣介石は『蔣介石秘録12』において事件を次のように回想している。

### 冀東保安隊隊長・張慶余の証言（国民軍との関係）
1986年、事件に加担した冀東保安隊長張慶餘が回想録「冀東保安隊通県反正始末記」を発表した。
張慶餘回想録や『盧溝橋事変風雲篇』等によると、張慶餘と張硯田の両隊長は、中国国民党第29軍とかねてから接触し、「日本打倒」の事前密約をし、これが「通州決起」と関係していると記されている。
張慶餘と中国国民党第29軍の宋哲元はともに秘密結社哥老会の会員であったことが『盧溝橋事変風雲篇』では告白されている。

## 諸説と評価
通州事件の原因や日本軍の責任や事件の評価としては以下の説が存在している。

### なぜ中国人保安隊が日本軍民を襲ったか
もともと保安隊の一部は満州から逃れて来た軍人や馬賊で、反日感情が強い者も多かった。また、冀東防共自治政府には政府職員にすら傀儡政権であることに不満を持つ者が多く、安藤利男は、謀略のデマであったが、反乱前日に中国軍が日本軍に勝っているとのラジオ放送を聞いて、政府職員らが半ば公然と興奮しているのを目撃している。

#### 日本軍誤爆への報復説
北平特務機関補佐官寺平忠輔は誤爆直後に細木繁特務機関長が慰撫につとめ、「そのかいあってか、保安隊員は心中の鬱憤を軽々に、表面立って爆発させる事はしなかったのである」と述べている。
一方、北平駐在大使館附武官補佐官今井武夫は、保安隊員が「たまたま28日関東軍飛行隊から兵舎を誤爆されて憤激の余り、愈々抗日戦の態度を明かにした」と回想している。外務省きっての中国通として知られた北京大使館参事官森島守人も、日本軍機が華北の各所を爆撃した際に、通州の保安隊兵舎を誤爆したことへの報復だったとして事件の責任は日本陸軍にあるとする。関東軍参謀田中隆吉は「この事件の発端は、当時承徳に在つた日本軍の軽爆撃隊の誤爆からである」と戦後書いている。
他方、誤爆の事後処理は通州事件以前には終わっていたという見方も存在している。松田純清は、細木繁特務機関長が謝罪と釈明によって十分な慰撫に努めており、報復説には無理があると述べている。
現に通州で反乱を起こした張慶余の手記に国民党軍の幹部から「時が至ったら日本に対して反乱を起こせ」と言い含められていたとあり、この手記が書かれたのは1935年のことである。誤爆が起きたのは1937年のことで、誤爆がなくても通州事件が起きた可能性もあったことになる。ただし、この手記が公表されたのは1982年で、広中一成は、内容が全て真実か、裏付ける資料が少なく、断定できないとしている。なお、広中は、数日前から保安隊兵士らが日本人の居住家屋にチョークでしるしを付けるのが目撃されており、事件が少なくとも発生の少し前から計画的なものであったことを指摘している。
事件生存者の安藤利男は、誤爆事件がふんぎりを与えたのは事実のようだとしている。

#### 国民党軍との連携
日本軍陸軍省新聞班は1937年8月31日に作成した『北支事変経過の概要』において、北京から敗走した国民革命軍29軍の敗残兵が混在していたとみなした。
当時大使館付陸軍武官補佐官であった今井武夫は、「もっともこれは単に通州だけに突発した事件ではなく、かねて冀察第29軍軍長宋哲元の命令に基づき、華北各地の保安隊がほとんど全部、29日午前2時を期して、一斉に蜂起し、日本側を攻撃したものである」と述べている。7月28日夜12時には、通州の城門がすべて閉鎖され、一切の交通通信が遮断されていたことは計画的襲撃の証左ともいわれる。
1986年の張慶餘の回想録以降、諸説が出された。
- 岡野篤夫は張慶餘の回想録によって事件は中国国民党と張慶餘・張硯田両隊長の密約によるものとし、宋哲元については「日本の田代軍司令官を真の友人であると称し、日本軍との協力を誓っていた。日本軍は全く迂闊でお人よしだったと言えるが、その理由は日本軍に中国と戦う意思がなかったからで、目的とするところは、居留民の保護と権益の擁護であった。ところが、国民政府や中国共産党は、その権益擁護や日本人の居住することを侵略と考えていた」と評している[112]。
- 中村粲はこの事件は国民党軍は他の作戦と連携して綿密な計画したものとする[8]。
- 秦郁彦は張慶餘の回想録以降は、通州日本軍の防備がうすくなった機会をとらえて計画的に反乱に及んだとする説が有力としている[122]。
- 松田純清も「通州での叛乱は国民党軍が計画的に行った同一作戦」とみなしている[8]。

#### 中国側のラジオ放送での扇動説
7月27日の国民政府ラジオ放送について、以下の説がある。中国国民党軍が冀東防共自治政府保安隊を寝返らせるため、ラジオで「日本が大敗した」と虚偽の放送をおこない、冀東保安隊がそれに踊らされ、日本人を襲撃したという説（秦郁彦、藤本一孝）。
通州保安隊はすでに人民戦線運動の影響を受けていたため、南京のデマ放送は、彼らの抗日態度を先鋭化させ、中国側に寝返った方が有利と判断したと中村はいう。
広中によれば、戦時中から既にデマ説が主原因として信じられていたという。

#### 中国共産党の工作説
アメリカ人ジャーナリストのフレデリック・ヴィンセント ウィリアムズの著書 Behind the news in China (Nelson Hughes, 1938) によれば、事件の背後には中国共産党の工作があった。
加藤久米四郎は『戦線を訪ねて国民に愬ふ』（1937年、東京朝野新聞出版）において、中国共産党や北京大学・南海大学の学生などが主導して「日本人を殺せ」とやったのであり、また通州だけでなく、天津と北京でも同じように学生や国民政府工作機関藍衣社、便衣兵が軍人ではない、日本人の民間人をピストルなどで殺害したと述べた。
盧溝橋事件で日本軍と衝突した第29軍の枢要な地位には複数の中国共産党員が就いていた。また、中国共産党は冀東防共自治政府と保安隊にも抗日分子を浸透させて日本人襲撃計画を立てていた。事件を実行した保安隊幹部の張慶餘と張硯田は第29軍と密通しており武装蜂起の機会を窺っていた。このことから、通州事件も中国共産党の謀略によるテロであった可能性が高いとされている。
張慶余の回想録などによれば、冀東保安隊張硯田の部隊にも中国共産党支部が結成されていた。
松田純清によれば、通州事件は中国共産党編纂『現代史文献』では全く取り上げられていない。
広中一成は、保安隊が通州事件後に中国共産党側でなく、国民党側の第29軍に合流しようとしたことから、この説に疑問を呈している。

#### 麻薬汚染への報復説
冀東特殊貿易による麻薬の密造・密輸によって悪化した麻薬汚染に憤激した通州の市民が、保安隊反乱の混乱に乗じて日本の居留民及び朝鮮人に報復した抗日事件とする説（信夫清三郎、江口圭一）。元南満州製薬社長の山内三郎は、「麻薬と戦争ー日中戦争の秘密兵器」（『続・現代史資料12』）で、冀東地区が満洲、関東州から送り込まれるヘロインの密輸基地の観を呈し、通州の首都郊外ですら日本軍特務機関の暗黙の了解で麻薬製造が公然と行われ、製造と中卸までを日本人が行い、小卸から小売を朝鮮人が担当したという。
歴史学者の信夫清三郎は、「朝鮮人のアヘン密貿易者が多数いたことは、通州がアヘンをもってする中国「毒化政策」の重要な拠点であることを示していた。通州事件は、第一には、日本が育成した冀東防共自治政府の日本軍が育成した保安隊が冀東防共自治政府が所在する通州で日本軍にたいして反乱した抗日事件であり、第二は、日本の中国毒化政策に恐怖し憤慨した通州の市民が保安隊反乱の混乱に乗じて日本の居留民-および朝鮮人に-に報復した抗日事件であった」と分析した。小林元裕はこの「通州の市民」という記載について不正確とし、学生の参加は確認できるが、市民一般が報復行動をとったことは確認できないと論評したが、中国人から見れば通州で麻薬を売る朝鮮人は麻薬汚染を広める「加害者」として存在したと述べた。

### 事件の責任
事件の責任が反乱部隊側にのみにあるか、日本側にもあるかは意見が分かれる。
なお、事件を中国対日本の構図で捉えようとする言説があるが、この事件は実質的に日本が作らせた傀儡政権中のそのまた反乱部隊が起こしたものである。本来的には日本自身の内部問題となる。冀東政府が国際的に承認された政府とは言い難いため、国際法上は日本軍占領地における日本内部の実質的には軍政上の問題となる（したがって、反乱関係者個人の責任ないし日本軍自体の監督責任）。もし、どうにでも冀東政府を国際法上の主体とみなすというのであれば、冀東政府が反乱グループを交戦団体と認定する前の出来事であることから、あくまでも、日本の傀儡政権であるはずの冀東政府と日本政府の間の問題となる。日本政府がとった解決方法がまさにこの考えに基づいており、この意味での処理は、事件後、冀東政府が日本側遺族らに弔慰金名目で賠償金を支払うことで決着している。
また、蒋介石政権側がこの事件に反乱の使嗾等で関わっていたとしても、とても残虐行為まで指示していたとは思えず、そうである以上、当時、日本と蒋介石政権側は北支事変として事実上戦争状態にあったため、反乱の使嗾自体は正当な戦争行為の一環ということになる。
法的問題は以上の通りであるが、政治的には以下のような論議がある。
今井清一は、『日本史大事典』で「この事件については日本軍の責任が大きいが、日本ではこの事件を中国への敵愾心をあおりたてるように利用した」と書いている。
中村粲は、民間の日本人を大量虐殺した責任を日本軍に帰する日本悪玉論は、張慶余の証言など中国側新資料が出てきて以降は、過去のもので、中国でさえも通用しないと述べている。
松田純清も事件の責任を日本に求めることに対して「このような史実の歪曲は断じて許されるべきではない」と批判を行っている。なお松田は当時の日中の緊張関係の根源には日本の華北分離工作があったとも述べている。
一方で、広中一成は、当地の日本人が多く阿片取引に関わっていたことを重視して、日本側の責任も重く考えているようである。
なお、具体的な責任の取り方についてだが、事件の外交的処理に当たった森島守人は全面的に冀東政府の責任として、被害者遺族への弔慰金と慰霊塔建設用地の提供を冀東政府に認めさせる形で処理している。巨額で1回では冀東政府も払いきれず、2回に分けて、1回目は冀東政府が全額を支払い、その後は冀東政府がやはり日本の傀儡政権である王克敏の中華民国臨時政府 (北京)に合流したため、後者政府が引継ぎ、2回目も全額支払われたようだとされる。
日本内の責任については、杉山元陸軍大臣は、現地最高司令官である支那駐屯軍の香月司令官にあると考え、遺憾の意を表明するよう求めたが、香月は、今回の事件は避けがたい天災のようなものである、遺憾の意を表明すれば軍の指揮にかかわる、全体の中での一部の出来事だと見て欲しいとして、これを拒否した。

### 殺害方法について
8月14日に通州に到着した陸軍省政務次官の加藤久米四郎は『戦線を訪ねて国民に愬ふ』（1937年、東京朝野新聞出版）において、子供を逆さまにして頭を叩きつけて殺害した例が多いこと、女性の鼻には針金を入れて、牛を引っ張るように引っ張っていって、また多くが陵辱されたと述べた。ただし、少なくとも日本側報道に男性の死体について鼻に針金を通されていたというものがあったのは事実であるが、加藤の発言ではこれが女性に変わっている。当時、加藤は彼個人が独自主張する「駆引、口先で嘘八百を並べるという事は支那の国民性だ」といった国民性論で、日中戦争にあたって中国人への侮蔑、敵愾心を煽っていたことからこの証言の信憑性は疑わしい。
中村粲は事件の頭部切り落とし、眼球抉り取り、胸腹部断ち割り、内臓引き出し、陰部突刺などの猟奇的な虐殺方法は中国軍特有のもので、日清戦争以来のお決まりのパターンであるといっている。

## 通州事件と南京事件

### 復讐説
1948年、田中隆吉は『裁かれる歴史』で、1938年4月の初め、山砲二五の連隊長をしていたとき、三月の移動で咸興の歩兵七四の連隊長になり団隊長会議に列席するため羅南に来ていた長勇が自身を訪ね、「自分は事変当初通州に於て行われた日本人虐殺に対する報復の時期が来たと喜んだ」、「自分は之に依って通州の残虐に報復し得たのみならず、犠牲になった無辜の魂を慰めたと信ずる」と語った、と主張した。1953年、滝川政次郎は、南京虐殺の原因として、「通州事件による中国兵の残虐行為が南京攻囲軍の将兵の間に知れ渡ったことも亦その一因がある。」と主張した。1958年、梨本祐平は「この時の通州守備隊は間もなく中支に移動した。南京の開城に参加し、有名な南京の大虐殺事件をひきおこした。このことは、あまり知られていないのではないかと思う。彼らは通州で言語に絶する中国軍隊の日本人の大量虐殺を眼の前に見て、憤怒の感情の消えていないままに、「通州の日本人を見ろ」「通州の日本人の敵討ちだ」と言いながら、虐殺の刃を指ったのだった。」と主張した。
中村粲は「もし通州事件なかりせば、五カ月後の所謂南京事件は発生しなかつたであらうと考へてゐる。」、「済南事件や通州事件など、支那側による日本人虐殺事件がなかつたならば、"南京事件"はいかなる形でも起こらなかつたであらう」と主張した。秦郁彦は「事件の直後に華北に派兵された第一六師団 (京都) が南京虐殺事件の主役となったのは、通州事件に影響されたのではないかとの憶測もある。」と主張した。半藤一利は「通州事件でやられて、その後始末をした部隊が『今度は復讐だ。こんなことやられて黙っていられない』とそのまま南京攻略戦に入っていったから、虐殺を起こしたんだと」いう話を聞いたことがあるが、「どうもこれはデマらしいんです。」と主張した。太田尚樹は、「のちの南京事件も、通州事件の異常性が、兵士たちの心理に影響した可能性も否定できない。」と主張した。阿羅健一は、大西一が「長さんの話は話半分に聞いていいよ」と言っていたことを紹介し、通州の復讐だという話も面白く話したものの一つで、「通州事件があったから日本軍が南京で虐殺をやったことはないと言える」と主張した。

### 「相殺論」
秦郁彦は「南京虐殺が話題になると通州事件を持ち出して相殺しようとする人が少なくない。中村氏はさすがにパスしたが、本誌十月号の「まいおぴにおん」欄で、田久保忠衛氏が「冀東政府の所在地だった通州などで日本人が受けた惨劇はどう考えたらいいのか」と相殺論を展開している。」と主張した。大杉一雄は「通州事件を「南京大虐殺」と対抗させてとりあげる向きがあるが、両者はその規模も性格もまったく違うことを認識すべきである」と主張した。清水潔は「どんな原因にせよ民間人が戦争に巻き込まれる事など、あってはならない。そして「通州事件」と「南京事件」を並列に論じても、そのどちらもが虐殺であった、ということにしかならない。」と主張した。広中一成は「日本の保守系の一部から、通州事件を利用して中国を批判する言説が出るようになった、彼らは通州事件で日本居留民を虐殺した中国人である保安隊の残虐性を強調しているが、これは戦前、日本軍や外務省、日本の主要紙による通州事件を使った反中プロパガンダと変わらない。」と主張した。

## その他
2015年、中国がユネスコ記憶遺産に申請していた南京大虐殺資料が正式に登録された。これを受けて新しい歴史教科書をつくる会は、通州事件資料の2017年登録を目指し申請する旨を発表した。2016年5月、民間団体「通州事件アーカイブズ設立基金」が、中華人民共和国によるチベット弾圧の資料と併せて申請をおこなったが、2017年10月に却下された。

ネット上の一部では以下の写真が通州事件のものと誤って掲載されることがある。
通州事件とは無関係
- ベルゲン・ベルゼン強制収容所
- 「土匪之為メ虐殺サレタル鮮人ノ幼兒」
- 「鐵嶺城外に於ける馬賊斬首」

## 関連作品
- 真山青果「嗚呼通州城」（『講談倶楽部』1937年10月号）9月に明治座で上演され、『真山青果全集』大日本雄弁会講談社、1941年には収録された。しかし、戦後の全集には収録されていない[4]。
- 小堺昭三「通州哀歌」『妖乱の歌姫 昭和残酷物語・炎の時代』光風社書店、1977年[4]初出は『別冊小説現代』第9巻第2号 (陽春号)、1974年4月。

## 資料
証言・回想録
- 荒牧純介『痛々しい通州虐殺事変』1981年
- 安藤利男「通州の日本人大虐殺」『文藝春秋 昭和30年8月号 三十五大事件』、文藝春秋社、1955年8月。（『「文藝春秋」にみる昭和史』第一巻、1988年3月15日、389 - 397頁所収 ISBN 4-16-362630-1）
- 安藤利男（著）、東亜同文會（編）「虐殺の巻（通州を脱出して）」『續對支囘顧錄 (上)』、原書房、1973年8月25日、483 - 493頁、全国書誌番号:72000664。
- 武島義三、東達人、吉村四朗、森脇高英、竹原重夫、廣田利雄、大橋松一郎、朴永良「通州虐殺の惨狀を語る 生き残り邦人現地座談會」『月刊「話」昭和12年10月号』。（菊池信平[編]『昭和十二年の「週刊文春」』文春新書 578 2007年6月20日、158 - 177頁所収 ISBN 978-4-16-660578-1）
- 東京裁判資料刊行會 編『東京裁判却下未提出弁護側資料 第三巻』国書刊行会、1995年2月20日。ISBN 4-336-03681-0。
- 東京裁判資料刊行會 編『東京裁判却下未提出弁護側資料 第八巻』国書刊行会、1995年4月1日。ISBN 4-336-03682-9。
- 新田満夫 編『極東国際軍事裁判速記録 第五巻 自第一九四號 至第二三八號』雄松堂書店、1968年1月25日。
- 今井武夫『支那事変の回想』みすず書房、1964年9月30日。
- 今井武夫『日中和平工作 回想と証言 1937-1947』みすず書房、2009年。
- 調寛雅『天皇さまが泣いてござった』教育社,1997年。
- 橘善守「通州惨劇と其の前後」『話 臨時増刊』（1938年7月）
- 田中隆吉『裁かれる歴史』長崎出版、1985年。
- 宮田天堂「通州事件の真相」『冀東政権大秘録 通州事変一周年を迎へて』（1938年、p52-54）NDLJP:1274532（復刻版2006年）
- 無斁会『通州事件の回顧』1971年

公文書など
- 香月清司「支那事変回想録摘記」『現代史資料 12 日中戦争 4』、みすず書房、1965年12月15日、561 - 596頁、ISBN 4-622-02612-0。
- 臼井勝美、稲葉正夫 編『現代史資料 9 日中戦争 2』みすず書房、1964年9月30日。ISBN 4-622-02609-0。
- 小林, 龍夫、稲葉, 正夫、島田, 俊彦 ほか 編『現代史資料 12 日中戦争 4』みすず書房、1965年12月15日。ISBN 4-622-02612-0。
- 高橋正衛、多田井喜生 編『続・現代史資料12 阿片問題』みすず書房、1986年6月23日。ISBN 4-622-02662-7。
- 東亜局『昭和十二年度執務報告』第2冊 第二課及第三課関係、1937年12月1日（『外務省執務報告 東亜局』第4巻昭和十二年(2)）、クレス出版、1993年.p586-609.
- 陸軍省新聞班『北支事変経過の概要』（レポート）、1937年8月31日、7-12頁。NDLJP:1454507

報道など
- 陸軍省新聞班「朗坊事件以後」『官報附録 週報』内閣印刷局 1937年8月4日
- 「通州保安隊の叛乱と殷汝耕氏救出記 荒木五郎の活躍」サンデー毎日昭和12年9月臨時増刊、「支那事変皇軍武勇伝」p80-81
- 羽島知之編『「号外」昭和史 1936－1945』第1巻（大空社、1997年）
- 山川均「支那軍の鬼畜性」雑誌『改造』1937年9月号「特集: 北支事変の感想」
- Frederick Vincent Williams, Behind the news in China, New York: Nelson Hughes, 1938年
  - 日本語訳：フレデリック・ヴィンセント ウィリアムズ著、南支調査会調査部編訳『背後より見たる日支事変』南支調査会、1939年7月
  - 田中秀雄訳『中国の戦争宣伝の内幕 日中戦争の真実』芙蓉書房、2009年11月

- 加藤久米四郎『戦線を訪ねて国民に愬ふ』東京朝野新聞出版部、1937年9月9日。NDLJP:1090984。
- 『新聞が伝えた通州事件』 藤岡信勝・三浦小太郎・但馬オサム・石原隆夫 編、集広舎, 2022年　

写真
- 北博昭「日中戦争の未公開写真－写真資料が語る通州事件－」『歴史読本 九月号』第44巻第11号、新人物往来社、1999年9月1日、156 - 163頁。